# Zofia Bielczyk
Zofia Bielczyk, geborene Filip (* 22. September 1958 in Warschau), ist eine ehemalige polnische Sprinterin und Hürdenläuferin.
Bei den Halleneuropameisterschaften 1977 in San Sebastián gewann sie Silber über 60 Meter Hürden. Im Jahr darauf wurde sie bei den Halleneuropameisterschaften in Mailand in derselben Disziplin Fünfte und kam bei den Europameisterschaften in Prag mit der polnischen Mannschaft in der 4-mal-100-Meter-Staffel auf den fünften Platz.
1980 gewann sie bei den Halleneuropameisterschaften in Sindelfingen Gold über 60 Meter Hürden und wurde Vierte über 60 Meter. Bei den Olympischen Spielen in Moskau wurde sie Achte über 100 Meter Hürden und belegte mit dem polnischen Quartett den siebten Platz in der 4-mal-100-Meter-Staffel. 1981 folgte eine Goldmedaille über 50 Meter Hürden bei den Halleneuropameisterschaften in Grenoble.
1980 wurde sie polnische Meisterin über 100 Meter und 200 Meter. In der Halle holte sie dreimal den nationalen Titel über 60 Meter (1979–1981) und einmal über 60 Meter Hürden (1981).
Ihr Ehemann Piotr Bielczyk war als Speerwerfer erfolgreich.

## Persönliche Bestzeiten
- 60 m (Halle): 7,29 s, 2. März 1980, Sindelfingen
- 100 m: 11,44 s, 17. Mai 1980, Madrid
- 200 m: 23,40 s, 31. August 1978, Prag
- 50 m Hürden (Halle): 6,74 s, 21. Februar 1981, Grenoble (polnischer Rekord)
- 60 m Hürden (Halle): 7,77 s, 1. März 1980, Sindelfingen (polnischer Rekord)
- 100 m Hürden: 12,63 s, 18. Juni 1979, Warschau